# Shuhei Kamimura
Shuhei Kamimura (上村 周平 Kamimura Shuhei?), född 15 oktober 1995 i Kumamoto prefektur, är en japansk fotbollsspelare.
Kamimura började sin karriär 2014 i Roasso Kumamoto.